# El Borne
El Borne es un sector de la ciudad de Barcelona que se extiende alrededor del Paseo del Borne, el Mercado del Borne y la iglesia de Santa María del Mar. Administrativamente está en el barrio de Sant Pere, Santa Caterina y la Ribera en el distrito de Ciutat Vella. Está delimitado por el Paseo de Picasso, la Calle de la Princesa hasta la Calle del Rec, el Paseo del Borne, Santa María del Mar, el Pla de Palau y la avenida del Marqués de la Argentera.
La Ribera es uno de los tres barrios históricos de Sant Pere, Santa Caterina y la Ribera, actualmente a veces el término el Borne se utiliza como sinónimo del antiguo barrio de la Ribera y otros para denominar solo el sector nordeste de la Ribera alrededor de Santa María del Mar y el Paseo del Borne, zona que había sido conocida cómo La Ribera de la Acequia Condal o barrio de Santa María del Mar.
El Borne es una zona considerada de contrastes, puesto que convive la Barcelona histórica con comercios modernos. Algunos lugares de interés son:
- En la Calle de Montcada en el Museo Picasso y el Museo de las Culturas del Mundo.
- Santa María del Mar.
- La Plaza de las Ollas.
- El antiguo Mercado del Borne convertido desde el 2013 en el Borne Centro Cultural.

## Etimología
El nombre del lugar proviene de «borne», el recinto donde se celebraban los juegos de armas de torneos y justas entre caballeros medievales, y también los juegos mismos. Hay otros bornes en otros lugares de la antigua Corona de Aragón, como por ejemplo la plaza del Borne, en la Ciudadela, el Paseo del Born en Palma de Mallorca, o las calles del Borne en Manresa e Igualada.

## Historia
Otras fuentes denominan este mismo sector el área de Santa María del Mar, que limita con el sub-barrio de Sant Pere por la Calle de la Princesa y con la Ciudadela por el Paseo de Picasso, y lo definen como una zona del antiguo barrio de la Ribera que se formó alrededor del pla d'en Llull, empezando a poblarse en el siglo XIII y que fue denominado la Vilanova. Este barrio se originó en las afueras de la primitiva muralla y a partir del 1438 por las ampliaciones de las murallas, se encontró en el interior del recinto. El antiguo centro de este barrio se encontraba donde ahora se encuentra el Parque de la Ciudadela y fue mandado derrocar por Felipe V para construirla.
El barrio se formó en unos arenales, denominada la Vilanova o Vilanova de Mar, para diferenciarla de las otras vilanovas que se construyeron alrededor de la primera muralla. Era alrededor de una iglesia denominada por los primeros documentos como Santa María de las Arenas, ahora llamada Santa Maria del Mar. El lugar ya estuvo poblado antiguamente como muy bien documentan las tumbas de época bajo-imperial que se han encontrado en el paseo del Borne.
En el núcleo vivían gente de Marina, bastaixos y macips y a partir del siglo XIII se construyeron también casales de nobles y mercaderes que dieron al barrio un cariz señorial.
En la época medieval, se celebraban los torneos y las justas donde lo que es ahora el paseo del Borne. La palabra "borne" quiere decir, precisamente, recinto donde tenían lugar los juegos de armas, es decir las justas, los torneos entre caballeros medievales. Es por eso que la palabra se repite en los nombres de calles y plazas de algunas villas y ciudades de la antigua Corona de Aragón.